# Повільйо
Повільйо (італ. Poviglio) — муніципалітет в Італії, у регіоні Емілія-Романья, провінція Реджо-Емілія.
Повільйо розташоване на відстані близько 370 км на північний захід від Рима, 75 км на північний захід від Болоньї, 17 км на північний захід від Реджо-нелль'Емілії.
Населення — 7226 осіб (2014).

## Демографія
Населення за роками:

Станом на 1 січня 2023 року в муніципалітеті офіційно проживало 956 іноземців з 48 країн, серед них 112 громадян країн Євросоюзу та 63 громадяни України.

## Сусідні муніципалітети
- Боретто
- Брешелло
- Кастельново-ді-Сотто
- Гаттатіко